# 일꾼의 탄생
《일꾼의 탄생》은 매주 수요일 저녁 7시 40분에 방송되고 있는 교양 프로그램이다.

## 기획 의도
전국민의 민원이 해결되는 그날까지! 3명의 스타가 국민 일꾼이 되어, 일손이 필요한 시청자들의 민원해결을 위해 전국방방곡곡에서 육체적 노동과 정서적 감동을 선사하는 유쾌하고 감동이 있는 프로그램이다.

## 방송 일정
| 방송 채널 | 방송 기간                         | 방송 시간                            |
| --------- | --------------------------------- | ------------------------------------ |
| KBS 1TV   | 2021년 12월 1일 ~ 2024년 6월 26일 | 매주 수요일 저녁 7시 40분 ~ 8시 30분 |
| KBS 1TV   | 2025년 6월 11일 ~ 현재            | 매주 수요일 저녁 7시 40분 ~ 8시 30분 |

## 에피소드 목록

### 시범 편성

#### 2021년
| 회차 | 방영일   | 방문지                       | 비고 |
| ---- | -------- | ---------------------------- | ---- |
| 1회  | 9월 24일 | 서백마을 (경상남도 함양군)   |      |
| 2회  | 10월 1일 | 방우리마을 (충청남도 금산군) |      |

### 1기

#### 2021년
| 회차 | 방영일    | 방문지                     | 게스트 | 비고 |
| ---- | --------- | -------------------------- | ------ | ---- |
| 1회  | 12월 1일  | 녹도 (충청남도 보령시)     | 오종혁 |      |
| 2회  | 12월 8일  | 녹도 (충청남도 보령시)     | 오종혁 |      |
| 3회  | 12월 15일 | 미라마을 (경상남도 밀양시) |        |      |
| 4회  | 12월 22일 | 미라마을 (경상남도 밀양시) | 황보   |      |

#### 2022년
| 순 | 방영일 (프로그램 회차)                          | 방문지                | 게스트                               | 비고 |
| -- | ----------------------------------------------- | --------------------- | ------------------------------------ | ---- |
| 3  | 2021년 12월 29일 (5회) 2022년 1월 5일 (6회)     | 남해 동남치, 선원마을 | 박구윤 (6회)                         |      |
| 4  | 2022년 1월 12일 (7회) 2022년 1월 19일 (8회)     | 봉화 구꾸리마을       | 신수지 (8회)                         |      |
| 5  | 2022년 2월 2일 (9회) 2022년 2월 9일 (10회)      | 고창 안현돋음별마을   | 박슬기 (10회)                        |      |
| 6  | 2022년 2월 23일 (11회) 2022년 3월 2일 (12회)    | 완도 비석거리마을     | 김형준 (12회)                        |      |
| 7  | 2022년 3월 16일 (13회) 2022년 3월 23일 (14회)   | 삼척 점리마을         | 허정민 (13회), 박기량 (14회)         |      |
| 8  | 2022년 3월 30일 (15회) 2022년 4월 6일 (16회)    | 충주 장선마을         | 서동주 (16회)                        |      |
| 9  | 2022년 4월 13일 (17회) 2022년 4월 20일 (18회)   | 문경 상대문마을       | 온유 (18회)                          |      |
| 10 | 2022년 4월 27일 (19회) 2022년 5월 4일 (20회)    | 부여 용당마을         |                                      |      |
| 11 | 2022년 5월 18일 (21회) 2022년 5월 25일 (22회)   | 무주 지전마을         | 이재진 (22회)                        |      |
| 12 | 2022년 6월 8일 (23회) 2022년 6월 15일 (24회)    | 여주 삼백마을         | 채연 (24회)                          |      |
| 13 | 2022년 6월 22일 (25회) 2022년 6월 29일 (26회)   | 홍성 신풍마을         | 한혜진                               |      |
| 14 | 2022년 7월 6일 (27회) 2022년 7월 13일 (28회)    | 진안 세울마을         | 조준호 (28회)                        |      |
| 15 | 2022년 7월 20일 (29회) 2022년 7월 27일 (30회)   | 제주 구좌 김녕마을    | 김용임 (29회)                        |      |
| 16 | 2022년 8월 3일 (31회) 2022년 8월 10일 (32회)    | 영양 창바우마을       | 박구윤 (32회)                        |      |
| 17 | 2022년 8월 17일 (33회) 2022년 8월 24일 (34회)   | 괴산 오가마을         | 문희경 (34회)                        |      |
| 18 | 2022년 8월 31일 (35회) 2022년 9월 7일 (36회)    | 신안 태천마을         | 한혜진, 한태웅 (35회), 김용임 (36회) |      |
| 19 | 2022년 9월 14일 (37회) 2022년 9월 21일 (38회)   | 정선 다실마을         | 채은정 (38회)                        |      |
| 20 | 2022년 9월 28일 (39회) 2022년 10월 5일 (40회)   | 청양 수정리마을       | 정경호 (40회)                        |      |
| 21 | 2022년 10월 12일 (41회) 2022년 10월 19일 (42회) | 안동 하회마을         | 신인선, 박혜신 (42회)                |      |
| 22 | 2022년 10월 26일 (43회) 2022년 11월 2일 (44회)  | 구례 하사마을         | 조준현 (44회)                        |      |
| 23 | 2022년 11월 9일 (45회) 2022년 11월 16일 (46회)  | 함안 강주마을         | 김용임 (46회)                        |      |
| 24 | 2022년 11월 23일 (47회) 2022년 11월 30일 (48회) | 목포 시화마을         | 심수창 (48회)                        |      |
| 25 | 2022년 12월 7일 (49회) 2022년 12월 14일 (50회)  | 강원 고성 팔음마을    | 윤형빈 (50회)                        |      |
| 26 | 2022년 12월 21일 (51회) 2022년 12월 28일 (52회) | 통영 선촌마을         | 자이언트핑크 (52회)                  |      |

#### 2023년
| 순 | 방영일 (프로그램 회차)                          | 방문지                                | 게스트                                                                               | 비고      |
| -- | ----------------------------------------------- | ------------------------------------- | ------------------------------------------------------------------------------------ | --------- |
| 27 | 2023년 1월 4일 (53회) 2023년 1월 11일 (54회)    | 양평 밤골·도청마을                    | 김하영 (54회)                                                                        |           |
| 28 | 2023년 1월 18일 (55회) 2023년 1월 25일 (56회)   | 영동 관기마을                         | 정경호 (56회)                                                                        |           |
| 29 | 2023년 2월 1일 (57회) 2023년 2월 8일 (58회)     | 담양 도개마을                         | 이성종 (58회)                                                                        |           |
| 30 | 2023년 2월 15일 (59회) 2023년 2월 22일 (60회)   | 논산 양지뜸마을                       | 김홍성, 박철규, 허유원, 정은혜, 이예원 (60회)                                        |           |
| 31 | 2023년 3월 1일 (61회) 2023년 3월 8일 (62회)     | 하동 시목마을                         | 듀에토 (62회)                                                                        |           |
| 32 | 2023년 3월 15일 (63회) 2023년 3월 22일 (64회)   | 익산 성당포구 마을                    | 이채영, 최윤영, 신고은, 이선호, 한기웅, 이은형, 이슬아, 이민지 (63회), 이명훈 (64회) |           |
| 33 | 2023년 4월 5일 (65회) 2023년 4월 12일 (66회)    | 순천 서정마을                         | 이계인 (65회), 최영재 (66회)                                                         |           |
| 34 | 2023년 4월 19일 (67회) 2023년 4월 26일 (68회)   | 의성 주암마을                         | 박군 (68회)                                                                          |           |
| 35 | 2023년 5월 3일 (69회) 2023년 5월 10일 (70회)    | 전북 부안 용동마을                    | 윤태진 (69회), 김성환 (70회)                                                         |           |
| 36 | 2023년 5월 17일 (71회) 2023년 5월 24일 (72회)   | 경남 산청 생초 갈전마을               | 김용명 (71회), 이은형 (72회)                                                         |           |
| 37 | 2023년 5월 31일 (73회) 2023년 6월 7일 (74회)    | 강원도 홍천 구성포2리 마을            | 김형일 (73회), 이계인 (74회)                                                         |           |
| 38 | 2023년 6월 14일 (75회) 2023년 6월 21일 (76회)   | 진천 어은 마을                        | 정경호 (76회)                                                                        | 박군 합류 |
| 39 | 2023년 7월 5일 (77회) 2023년 7월 12일 (78회)    | 전남 순천 화평 마을                   | 로미나 (78회)                                                                        |           |
| 40 | 2023년 7월 26일 (80회) 2023년 8월 2일 (81회)    | 공주 하대2리 마을                     |                                                                                      |           |
| 41 | 2023년 8월 9일 (82회)                           | 긴급 수해 복구 현장                   |                                                                                      |           |
| 42 | 2023년 8월 16일 (83회) 2023년 8월 23일 (84회)   | 전남 완도군 동백마을, 익산시 황동마을 | 황충원, 김동찬                                                                       |           |
| 43 | 2023년 8월 30일 (85회)                          | 경북 울진 신화마을                    | 류지광                                                                               |           |
| 44 | 2023년 9월 6일 (86회)                           | 경북 울진 신화마을                    | 이동준                                                                               |           |
| 45 | 2023년 9월 13일 (87회)                          | 다시보는 레전드                       |                                                                                      |           |
| 46 | 2023년 9월 20일 (88회)                          | 경남 합천 목실마을                    | 빽가 (코요태)                                                                        |           |
| 47 | 2023년 10월 4일 (89회) 2023년 10월 11일 (90회)  | 강원 화천 명월1리, 삼일1리            | 슬리피 (89회)                                                                        |           |
| 48 | 2023년 10월 18일 (91회) 2023년 10월 25일 (92회) | 경북 영천 오동리 마을                 |                                                                                      |           |
| 49 | 2023년 11월 1일 (93회) 2023년 11월 8일 (94회)   | 전라북도 순창군                       |                                                                                      |           |
| 50 | 2023년 11월 15일 (95회) 2023년 11월 22일 (96회) | 경남 거창 신기 마을                   | 수현 (유키스)(96회)                                                                  |           |
| 51 | 2023년 11월 29일 (97회)                         | 충북 단양 응실리 마을                 |                                                                                      |           |
| 52 | 2023년 12월 6일 (98회)                          | 충북 단양 응실리 마을                 | 크래비티 (98회)                                                                      |           |
| 53 | 2023년 12월 13일 (99회)                         | 해외특집 1                            |                                                                                      |           |
| 54 | 2023년 12월 20일 (100회)                        | 100회 특집 해외특집 2                 |                                                                                      |           |
| 55 | 2023년 12월 27일 (101회)                        | 전남 내삼당 마을1                     |                                                                                      |           |

#### 2024년
| 순 | 방영일 (프로그램 회차)  | 방문지                               | 게스트               | 비고 |
| -- | ----------------------- | ------------------------------------ | -------------------- | ---- |
| 56 | 2024년 1월 3일 (102회)  | 전남 내삼당 마을 2                   |                      |      |
| 57 | 2024년 1월 10일 (103회) | 경북 영주                            | 서경석 (103회)       |      |
| 58 | 2024년 1월 17일 (104회) | 경북 영주                            | 박승희 (104회)       |      |
| 59 | 2024년 1월 24일 (105회) | 강원 횡성                            | 슬리피               |      |
| 60 | 2024년 1월 31일 (106회) | 오원 3리                             |                      |      |
| 61 | 2024년 2월 7일 (107회)  | 전북 완주 밤티 마을                  |                      |      |
| 62 | 2024년 2월 14일 (108회) | 전북 완주 밤티 마을                  |                      |      |
| 63 | 2024년 2월 21일 (109회) | 충남 논산                            |                      |      |
| 64 | 2024년 2월 28일 (110회) | 충남 논산                            |                      |      |
| 65 | 2024년 3월 6일 (111회)  | 경북 예천 용두리 마을,은풍준시 마을1 |                      |      |
| 66 | 2024년 3월 13일 (112회) | 경북 예천 은풍준시 마을2             |                      |      |
| 67 | 2024년 3월 20일 (113회) | 충북 증평 통미마을                   |                      |      |
| 68 | 2024년 3월 27일 (114회) | 충북 증평 통미마을                   | 성대현(R.ef) (114회) |      |
| 69 | 2024년 4월 3일 (115회)  | 전남 해남군 안정마을                 | 나상도,채윤 (115회)  |      |
| 70 | 2024년 4월 17일 (116회) | 전남 해남군 안정마을                 | 나상도               |      |
| 71 | 2024년 4월 24일 (117회) | 충남 예산군 하평리 마을              | 나상도,윤성호        |      |
| 72 | 2024년 5월 1일 (118회)  | 충남 예산군 하평리 마을              | 조원희               |      |
| 73 | 2024년 5월 8일 (119회)  | 강원 양구팔랑 2리 마을               | 크리스 존슨          |      |
| 74 | 2024년 5월 15일 (120회) | 강원 양구팔랑 2리 마을               | 줄리안 퀸타르트      |      |
| 75 | 2024년 5월 22일 (121회) | 경북 의성 용암 마을                  | 이훈                 |      |
| 76 | 2024년 5월 29일 (122회) | 경북 의성 용암 마을                  | 채윤                 |      |
| 77 | 2024년 6월 5일 (123회)  | 충북 영동 석현리 마을                | KCM,장우혁           |      |
| 78 | 2024년 6월 12일 (124회) | 충북 영동 석현리 마을                | 황윤성,윤수현        |      |
| 79 | 2024년 6월 19일 (125회) | 인천동구,강화                        | 강재준,초아          |      |
| 80 | 2024년 6월 26일 (126회) | 인천동구,강화                        | 정다한,오정태        |      |

### 2기

#### 2025년
| 회차 | 방영일   | 방문지                           | 게스트   | 비고 |
| ---- | -------- | -------------------------------- | -------- | ---- |
| 1회  | 6월 11일 | 가례마을 (경상북도 김천시)       |          |      |
| 2회  | 6월 18일 | 마현1리 (강원특별자치도 철원군)  |          |      |
| 3회  | 6월 25일 | 월림마을 (경상남도 창원시)       | 신성     |      |
| 4회  | 7월 2일  | 성북동마을 (경상남도 창원시)     | 김용임   |      |
| 5회  | 7월 9일  | 화기2리 (경상북도 영주시)        |          |      |
| 6회  | 7월 16일 | 화두마을 (전북특별자치도 임실군) | 미키광수 |      |
| 7회  | 7월 23일 | 서울특별시 서대문구              |          |      |
| 8회  | 8월 13일 | 창길마을 (경상북도 의성군)       |          |      |
| 9회  | 8월 20일 | 창길마을 (경상북도 의성군)       |          |      |

## 지역 방송국 프로그램
| 방송 채널    | 방송 권역      | 프로그램               |
| ------------ | -------------- | ---------------------- |
| KBS 춘천 1TV | 강원특별자치도 | 이스트 라이프 제2기    |
| KBS 대전 1TV | 대전광역시     | 과학으로 보는 세상 SEE |
| KBS 대전 1TV | 세종특별자치시 | 과학으로 보는 세상 SEE |
| KBS 대전 1TV | 충청남도       | 과학으로 보는 세상 SEE |
| KBS 청주 1TV | 충청북도       | 행복 충청전            |
| KBS 대구 1TV | 대구광역시     | 세상 다반사            |
| KBS 대구 1TV | 경상북도       | 세상 다반사            |
| KBS 부산 1TV | 부산광역시     | 세상 다반사            |
| KBS 창원 1TV | 경상남도       | 세상 다반사            |
| KBS 제주 1TV | 제주특별자치도 | 집중토론 제주          |

## 편성 변경
2022년
- 1월 26일 : 《긴급 진단 - 오미크론 대책 비상》 편성으로 인한 긴급 편성 연기.
- 2월 16일 : 2022 베이징 동계올림픽 중계방송으로 인한 방송 취소.
- 3월 9일 : 제20대 대통령 선거 개표방송으로 인한 편성 연기.
- 5월 11일 : 제8회 전국 동시 지방선거 인천광역시장 후보자 토론회 편성으로 인한 편성 연기.
- 6월 1일 : 제8회 전국 동시 지방선거 개표방송으로 인한 편성 연기.

2023년
- 3월 29일 : 《히든 어스 - 한반도 30억 년》 3부 재방송으로 대체.
- 6월 28일 : 특별기획 《수신료와 공영방송의 가치》 3부 편성으로 대체.
- 9월 13일 : 〈다시보는 레전드〉로 대체.
- 9월 27일 : 항저우 아시안 게임 중계방송으로 인한 방송 취소.

2024년
- 4월 10일 : 제22대 국회의원 선거 개표방송으로 인한 편성 연기.

2025년
- 7월 30일 ~ 8월 6일 : 《100인의 감정쇼 - 더 시그니처 라이브》 2부, 3부 편성으로 인한 방송 중단.

## 같이 보기
- 체험 삶의 현장 (KBS 시사교양본부 제작)
- 6시 내고향